# Halichoeres stigmaticus
Halichoeres stigmaticus es una especie de peces de la familia Labridae en el orden de los Perciformes.

## Morfología
Los machos pueden llegar alcanzar los 12,8 cm de longitud total.

## Distribución geográfica
Se encuentra en el golfo Pérsico y el golfo de Omán.